# Tricleocarpa fragilis
Espèce
Synonymes
- Corallina oblongata J.Ellis & Solander, 1786[2]
- Corallina tubulosa Pallas, 1766[2]
- Dichotomaria fragilis Lamarck, 1816[2]
- Eschara fragilis Linnaeus, 1758[2]
- Galaxaura adriatica Zanardini, 1862[2]
- Galaxaura constipata Kjellman, 1900[2]
- Galaxaura dimorpha Kjellman, 1900[2]
- Galaxaura eburnea Kjellman, 1900[2]
- Galaxaura fragilis (Lamarck) J.V.Lamouroux, 1842[2]
- Galaxaura oblongata (J.Ellis & Solander) J.V.Lamouroux, 1816[2]
- Galaxaura pilifera Kjellman, 1900[2]
- Galaxaura schimperi Decaisne, 1842[2]
- Galaxaura vietnamensis E.Y.Dawson, 1954[2]
- Tricleocarpa oblongata (Ellis & Solander) Huisman & Borowitzka, 1990[2]

Tricleocarpa fragilis, appelée la Tricléocarpe fragile, est une espèce d'algue rouge de la famille des Galaxauraceae.